# Compressidentalium sumatrense
Compressidentalium sumatrense är en blötdjursart som först beskrevs av Plate 1908.  Compressidentalium sumatrense ingår i släktet Compressidentalium och familjen Dentaliidae. Inga underarter finns listade i Catalogue of Life.